# 四果木
四果木（学名：Tetracarpaea tasmanica）是四果木科（Tetrecarpaeaceae）及四果木属的唯一物種，屬於虎耳草目，生长在澳大利亚的塔斯马尼亚岛上，是当地的特有种。

## 形態
四果木是小型常绿灌木，单叶互生，叶小，边缘有小锯齿，革质，无托叶；花小，淡蓝色，花被4–5，组成花穗；果实为浆果。

## 分類
1981年的克朗奎斯特分类法将其列在虎耳草科中，1998年根据基因亲缘关系分类的APG 分类法单独列为一个科，放在虎耳草目中，2003年经过修订的APG II 分类法认为可以选择性地和小二仙草科合并，但APG III讓本科維持獨立。